# Vjevericoliki glodavci
Vjevericoliki glodavci (lat. Sciuromorpha), podred glodavaca koji ubuhvaća vjeverice (Sciuridae) i srodne vrste koje pripadaju porodicama Aplodontiidae (američki brdski dabrovi) i Gliridae (puhovi)[1], dok se porodice Castoridae i Heteromyidae više ne pripisuju ovom podredu.
Starija podjela obuhvaćala je porodice Spalacidae (slijepo kuče; rod Spalax), Aplodontidae, Sciuridae (vjeverice, mrmoti i tekunice); Heteromyidae; i Castoridae (dabrovi).
Ostale porodice su izumrle: Ischyromyidae†, Allomyidae†, Mylagaulidae†, Theridomyidae†, Reithroparamyidae†, Eutypomyidae†, i Rhizospalacidae†[2].
Podred obuhvaća oko 300 vrsta.